# Erebia atrata
Erebia atrata är en fjärilsart som beskrevs av Eugen Johann Christoph Esper 1790. Erebia atrata ingår i släktet Erebia och familjen praktfjärilar. Inga underarter finns listade i Catalogue of Life.